# Bulbophyllum leopardinum
Bulbophyllum leopardinum är en orkidéart som först beskrevs av Nathaniel Wallich, och fick sitt nu gällande namn av John Lindley och Nathaniel Wallich. Bulbophyllum leopardinum ingår i släktet Bulbophyllum och familjen orkidéer.

## Underarter
Arten delas in i följande underarter:
- B. l. leopardinum
- B. l. tuberculatum